# Refugi de Rebost
El Refugi de Rebost és un refugi de muntanya de la Unió Excursionista de Catalunya que està situat a 1.640 metres d'altitud sota el Pedró dels Quatre Batlles (La Tosa), al vessant sud-est de Comabella, al terme municipal de Bagà, a la comarca del Berguedà, dins el Parc Natural del Cadí-Moixeró. Es troba guardat tot l'any amb una capacitat de fins a 50 places, però també disposa d'un edifici annex que serveix de refugi lliure amb una capacitat de 28 places.
Es troba dins del circuit de la travessa Cavalls del vent, i és un lloc de pas del GR-4-2 i del GR-150. Des del refugi es poden fer tota mena de sortides pel Parc Natural del Cadí-Moixeró i pujar a la Tosa, les Penyes Altes de Moixerò i el Puigllançada. A més, és el principi i final del PR126. També té 10 Circuits Permanents d'Orientació. I es troba en el recorregut de la transpirinenca en BTT.

## Accés
Les rutes d'accés al refugi són diverses:
- L'accés al refugi en vehicle propi és per la carretera asfaltada BV-4024 de Bagà a Coll de Pal i a peu (1 km) per pista forestal indicada que surt del Collet Roig fins al refugi.[3]
- L'accés a peu dependrà del punt d'inici:[5]
  - Des de Bagà seguint la gran ruta GR-150 o GR-4.2 direcció a Puigcerdà. Duració: 3:30 hores.
  - Des de La Molina seguint la gran ruta GR-4.2 direcció Bagà. Duració: 4 hores.
  - Des del Refugi Sant Jordi. Duració: 4 hores.
  - Des del Refugi Niu de l’Àliga. Duració: 2 hores.
  - Des del Refugi Erols. Duració: 3:30 hores.

## Història
Ubicat en un edifici que antigament fou l'era d'una masia que treballava els camps de conreu dels voltants, propietat del senyor Casals de Solsona, més conegut com el Xarnego. Actualment, aquella casa es troba en estat precari i serveix de magatzem del refugi, a pocs metres d'aquest. Ja aleshores aquell mas era conegut com "el Rebost", a causa de la gran quantitat i varietat de comestibles que s'hi guardaven.
Els veïns del municipi de Bagà i els socis de la delegació de la UEC de Bagà van treballar tots a una perquè aquella antiga masia, abandonada després de la Guerra Civil espanyola i propietat de l'Ajuntament de Bagà des del 1948, pogués ser reconvertida en un refugi de muntanya.
La UEC de Bagà (Unió Excursionista de Catalunya de Bagà) va liderar el projecte a partir que l'Ajuntament de Bagà, el 7 de desembre de 1954 li cedís l'antiga era i masia per un període de 25 anys, amb la condició que l'era es convertís en un refugi de muntanya i la masia en un refugi lliure. Les obres d'arranjament van anar a càrrec de la UEC de Bagà amb la col·laboració desinteressada de socis i voluntaris, que van tenir com a resultat l'obertura del refugi de muntanya i la seva inauguració oficial el 25 de setembre del 1955, tot i que fins al 13 de setembre de 1974 no es posaren guardes al refugi de muntanya. Un any més tard començaren les obres de reforma per adequar l'antiga masia "el Rebost" com a refugi lliure, que no es va inaugurar fins al 2 de novembre de 1958. L'Ajuntament de Bagà va prorrogar el febrer de 1984 la cessió del refugi a la UEC de Bagà per 25 anys més amb la condició que el refugi estigués sempre obert.
El 1990 també és una data significativa en la història del refugi, ja que en aquell moment se'n va escometre una reforma i ampliació, aixecant-hi un pis, instal·lant-hi dutxes i lavabos i ampliant-lo amb dos annexos adossats laterals, la qual cosa va permetre que el 10 de juny de 1990 s'inaugurés l'ampliació el refugi amb una capacitat de fins a 70 places. L'any 2001 es van fer càrrec del refugi els dos guardes actuals, Anna Mañach i Marc Gascó.